# Pugesa
Pugesa è il nome di monete catalane e francesi. Erano usati anche altri nomi come pogesa o pugesia mentre in Francia aveva il nome di pougeoise o pouge. Sempre in Francia era anche denominata pite.
La pugesa fu coniata inizialmente in biglione, poi divenne di rame. Valeva la metà dell'obolo, aveva quindi il valore di un quarto di denaro.
Il nome francese (pougeoise) viene da Le Puy, dove questa moneta era stata coniata dal vescovo e da qui era diffusa dai pellegrini di Compostela
Il pezzo è citato negli statuti concessi da Luigi IX alla città du Aigues-Mortes.
Le monete furono coniate anche in diversi stati crociati.
In Catalogna furono coniate principalmente nella città di Lleida, dove nei secoli furono molto populari.
Le monete di Lleida recavano la legenda PUG. ESAD ALEIDA.
Furono emesse anche nella città di Balaguer sotto la contessa Teresa di Entenza (1314 - 1327).